# Irena Piłatowska-Mądry
Irena Piłatowska-Mądry (ur. 19 sierpnia 1953 w Jeleniej Górze) – polska dziennikarka radiowa, reportażystka.

## Życiorys
Ukończyła w 1981 studia z zakresu filologii serbsko-chorwackiej na Uniwersytecie Warszawskim. Od 1982 związana z Polskim Radiem. Pracowała w Programie dla Zagranicy, Programie IV i Programie I, a także w Studiu Reportażu i Dokumentu PR, obejmując później funkcję redaktor naczelnej tej jednostki.
Prowadziła zajęcia z reportażu radiowego w Wyższej Szkole Dziennikarskiej im. Melchiora Wańkowicza w Warszawie, podjęła także współpracę z Telewizją Polską. Została członkinią Stowarzyszenia Dziennikarzy RP. Zasiadała również w Radzie Etyki Mediów.
Wielokrotnie wyróżniania i nagradzana, m.in. w 1990 uhonorowana Złotym Mikrofonem, uzyskiwała nominacje w konkursie Prix Italia. Autorka licznych reportaży radiowych, tj. Bo Ty jesteś ze mną, Przesłanie, Prawda odwrócona, Chwalcie łąki umajone i innych.
W 2011, za wybitne zasługi dla Polskiego Radia, prezydent Bronisław Komorowski odznaczył ją Krzyżem Kawalerskim Orderu Odrodzenia Polski. W 2000 otrzymała Srebrny Krzyż Zasługi.